# Gina Gershon
Gina Gershon (Los Angeles, Califòrnia, 10 de juny de 1962) és una actriu estatunidenca de cinema, teatre i televisió. La seva filmografia principal inclou títols com Cocktail (1988), Jungle Fever (1991), El joc de Hollywood (1992), Showgirls (1995), Llaços ardents (1996), Tocat (1997), Face/Off (1997), Lulu on the Bridge (1998), El dilema (1999), P.S. I Love You (2007), LOL (2012), i ha treballat en sèries de televisió com How to Make It in America (2011).

## Biografia
És filla de Stan Gershon i Mickey Koppel, ambdós jueus. Va anar a la "Beverly Hills High School" (Los Angeles), amb Lenny Kravitz, de qui és molt amiga. Participa en les gravacions del vídeo del single "Again" del mateix Lenny Kravitz interpretant la promesa del cantant i en la pel·lícula House of Versace, on interpreta Donatella Versace en una escena.
Debuta el 1986 en Bella in rose amb Molly Ringwald, després d'altres interpretacions s'afirma com a icona gai, gràcies al paper en Showgirls de Paul Verhoeven, i al de la lesbiana butch a Llaços ardents, dels germans Wachowski.
Successivament ha participat en pel·lícules com Face/Off, El dilema de la veritat i Driven, a més ha pres part en alguns episodis de Melrose Place i Ugly Betty, on interpreta l'estranya Fabia, i ha estat protagonista de la sèrie Espies.
A més ha tocat la guimbarda en la peça dels Scissor Sisters I Can't Decide, inclòs en l'àlbum Ta-Dah i ha posat la veu a Catwoman en la sèrie animada The Batman.

## Filmografia
Les seves pel·lícules més destacades són

### Cinema
- Pretty In Pink, dirigida per Howard Deutch (1986)
- Danko (Red Heat), dirigida per Walter Hill (1988)
- Cocktail, dirigida per Roger Donaldson (1988)
- White Palace, dirigida per Luis Mandoki (1990)
- City of Hope, dirigida per John Sayles (1991)
- Buscant justícia (Out for Justice), dirigida per John Flynn (1991)
- El joc de Hollywood (The Player), dirigida per Robert Altman (1992)
- Flinch, dirigida per George Erschbamer (1994)
- Showgirls, dirigida per Paul Verhoeven (1995)
- Best of the Best 3, dirigida per Phillip Rhee (1995)
- Llaços ardents (Bound), dirigida per Andy Wachowski i Larry Wachowski (1996)
- Face/Off, dirigida per John Woo (1997)
- Palmetto, dirigida per Volker Schlöndorff (1998)
- Lulu on the Bridge, dirigida per Paul Auster (1998)
- One Tough Cop, dirigida per Bruno Barreto (1998)
- El dilema (The Insider), dirigida per Michael Mann (1999)
- Black and White, dirigida per Yuri Zeltser (1999)
- Driven, dirigida per Renny Harlin (2001)
- Picture Claire, dirigida per Bruce McDonald (2001)
- Demonlover, dirigida per Olivier Assayas (2002)
- Prey for Rock & Roll, dirigida per Alex Steyermark (2003)
- Dreamland, dirigida per Jason Matzner (2006)
- Man About Town, dirigida per Mike Binder (2006)
- Kettle of Fish, dirigida per Claudia Myers (2006)
- Delirious, dirigida per Tom DiCillo (2006)
- What Love Is, dirigida per Mars Callahan (2007)
- P.S. I Love You, dirigida per Richard LaGravenese (2007)
- Just Business, dirigida per Jonathan Dueck (2008)
- Love Ranch, dirigida per Taylor Hackford (2009)
- Across the Line, dirigida per R. Ellis Frazier (2010)
- Killer Joe, dirigida per William Friedkin (2011)
- LOL, dirigida per Lisa Azuelos (2012)
- Dealin' With Idiots, dirigida per Jeff Garlin (2013)
- Mall, dirigida per Joe Hahn (2014)

### Televisió
- Espies (Snoops) – sèrie TV, 13 episodis (1999-2000)
- Borderline , dirigida per Evelyn Purcell – pel·lícula TV (2002)
- The Practice– sèries TV, episodi 8x19 (2004)
- S.O.S.  (Category 7: The End of the World), dirigida per Dick Lowry – pel·lícula TV (2005)
- Ugly Betty – sèrie TV, episodis 1x01-1x14-1x23 (2006-2007)
- Psych – sèrie TV, episodi 2x01 (2007)
- Rescue Me – sèrie TV, 9 episodis (2007-2009)
- Life on Mars – sèrie TV, episodi 1x14 (2009)
- Numb3rs – sèrie TV, episodi 5x18 (2009)
- Everything She Ever Wanted – miniserie TV, 2 episodis (2009)
- How to Make It in America – sèrie TV, 7 episodis (2011)
- House of Versace, dirigida per Sara Sugarman – pel·lícula TV (2013)
- Cleaners – sèrie TV, 17 episodis (2013-2014)
- Elementary – sèrie TV, episodis 3x01-3x14 (2014-2015)
- Glee – sèries TV, episodi 6x08 (2015)
- Red Oaks – sèrie TV, 4 episodis (2015)
- Z Nation – sèrie TV, episodis 2x12-2x13-2x15 (2015)
- Riverdale – sèries TV, (2018)